# サワー原油
サワー原油（サワーげんゆ、Sour crude oil。サワーオイル、サワークルードとも）は、不純物として硫黄を多く含む原油の通称。原油には一般に硫黄化合物が必ずといってよいほど含まれている。硫黄の含有率が0.5 %を超える場合に「サワー」と呼ばれる。
これに対して硫黄分が少ない原油はスイート原油と呼ばれる。

## 概略
サワー原油は液体燃料に精製する前に不純物を除去する必要があるため、そのための設備投資および処理コストが必要になる。逆にスイート原油はそのようなコストが不要もしくは低い。結果、サワー原油はスイート原油よりも不人気となり、安値でなければ売れない。
現在の先進各国の環境規制は、ディーゼル油やガソリンなどの精製燃料の硫黄含有量を厳しく制限している。硫黄分の多い燃料の燃焼は悪臭を生み、また、燃焼生成物である亜硫酸ガスは大気汚染の原因ともなるためである。
原油中の硫黄の大部分は炭素原子に結合していて、少量は溶液中の硫黄元素および硫化水素ガス（H2S）として発生する。サワーオイル、特に高レベルの硫化水素が含まれている場合、毒性と腐食性があり、人体にも危険がある。低濃度では、気化成分が油に腐った卵の臭いを与える。安全上の理由から、サワー原油は、石油タンカーで輸送する前に硫化水素ガスを除去する必要がある。
アメリカ合衆国では代表銘柄であるWTIなどのスイート原油が伝統的に重視されてきたが、開発が進められるようになったメキシコ湾周辺地域の油田では、サワー原油がスイート原油よりも一般的である。サワー原油の精製はスイート原油の精製よりも複雑・高価な設備を必要とする。先述の硫黄規制と相まって、アメリカの石油製品流通の混乱の一因をなしている。
中東原油はサワー原油が多く、どちらもサワー原油であるドバイ原油とオマーン原油は、中東原油のベンチマークとして以前から使用されてきた。
日本の場合、公害対策としての硫黄規制と、自主開発油田であるアラビア石油のカフジ油田が高硫黄油であったことから脱硫設備の導入が進められた経緯がある。

## 生産者
サワー原油の主な生産者は次のとおり。
- 北米：アルバータ（カナダ）、メキシコ湾、アラスカ、メキシコ。
- 南米：ベネズエラ、コロンビア、エクアドル。
- 中東：サウジアラビア、イラク、クウェート、イラン、シリア、エジプト[2]。